# Cenciaiolo
(Charles Baudelaire, Les Fleurs du Mal, Le vin des chiffoniers)

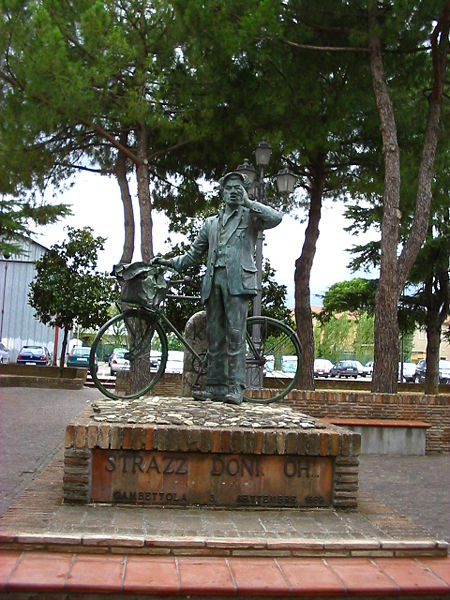
Statua dello Straccivendolo a Gambettola.

Il cenciaiolo o straccivendolo è un venditore ambulante di stracci vecchi e usati, che raccoglie per poi rivenderli. La figura del cenciaiolo è legata alla scoperta e lavorazione della carta. È anche una figura di personaggio letterario e artistico.
La professione incontra il richiamo letterario di Charles Baudelaire, che allo chiffonnier dedica una poesia nella raccolta I fiori del male. In tempi recenti il termine ha assunto anche il significato di "operaio addetto alla lavorazione degli stracci".

## Il cenciaiolo nel tempo
Nel XII secolo gli Arabi introdussero in Europa le prime cartiere, dove per lavorare la carta era necessario utilizzare materie prime formate da stracci di lino, cotone e canapa. Gli stracci venivano raccolti e puliti da operai chiamati cenciaioli. Con Regio Decreto del 18-6-1931 nº 773, pubblicato nella Gazzetta Ufficiale del 26-6-1931 nº146, il cenciaiolo doveva iscriversi in un apposito registro presso l'autorità di pubblica sicurezza. Dal XV secolo al XVIII, a causa della penuria di stracci, la professione del cenciaiolo divenne sempre più importante ed indispensabile, tanto da costringere il produttore di carta a rivolgersi alle autorità, per garantire la tutela della figura professionale del raccoglitore di stracci. Nel 1884 lo scrittore e librettista Ferdinando Fontana nelle pagine del suo libro intitolato New-York scrive sui cenciaioli e spazzaturai emigrati in America: "razza più eletta dell'umanità, quella italiana, costretta a lustrare le scarpe a un "negro"

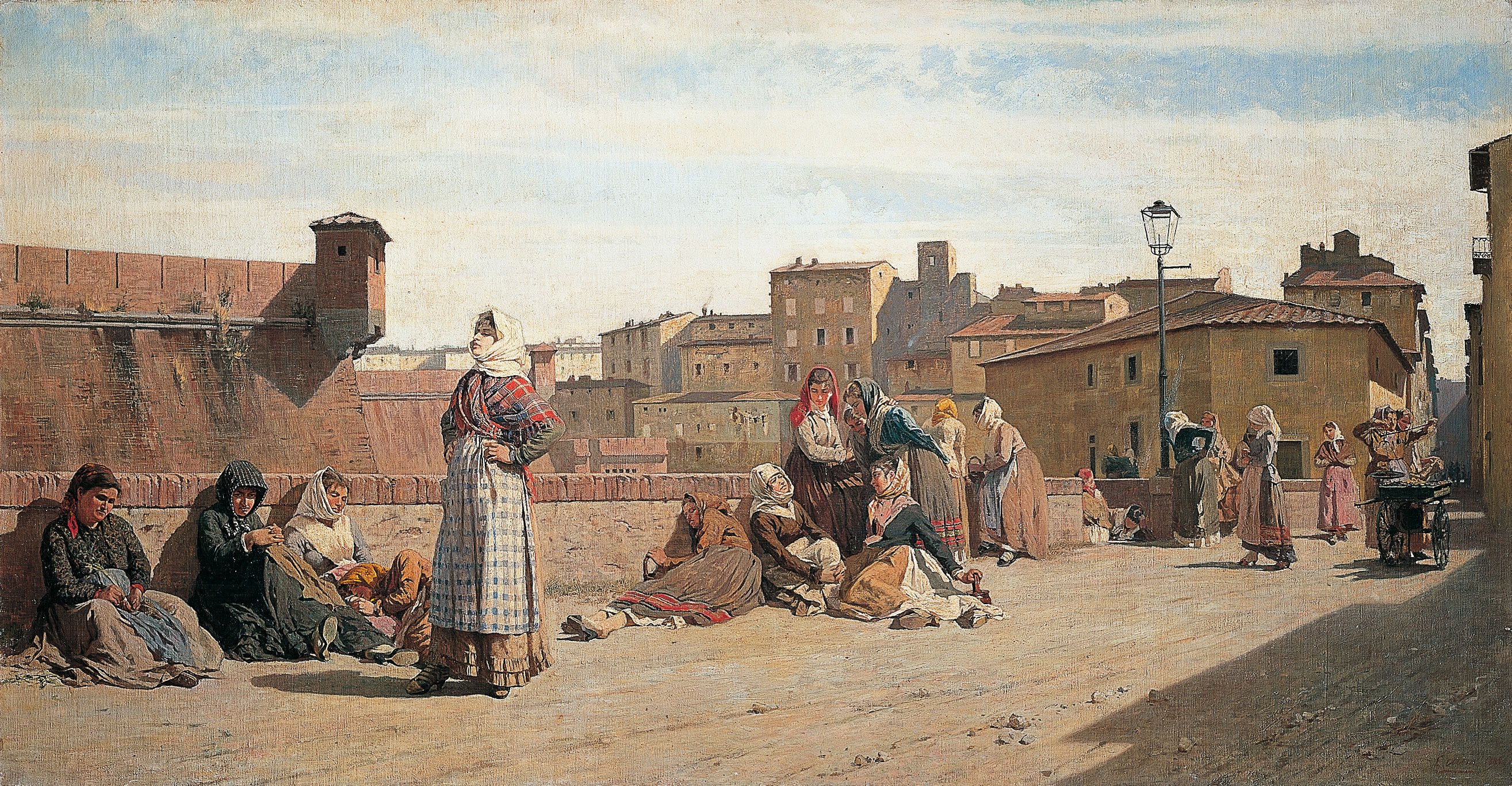
Cenciaiole livornesi (1880), quadro di Eugenio Cecconi

### Nel dopoguerra
Considerata la carenza di lavoro, era possibile avviare il mestiere di cenciaiolo con pochissimo denaro, visto il basso costo degli stracci, provenienti prevalentemente dagli Stati Uniti. Gli operatori addetti allo sfoderamento degli stracci erano per lo più ragazzini, pagati pochissime lire. Una delle città famose per la raccolta di stracci, fu Prato che divenne economicamente ricca, grazie ai suoi cenciaioli

### In Europa
In Europa la diffusione della carta creò dei problemi per il reperimento della materia prima, gli stracci. Nel XVII secolo nacque nei Paesi Bassi il primo impianto metallico che riduceva gli stracci in poltiglia. In Germania la storia dei raccoglitori di stracci (Lumpensammler) risale al XVII secolo e ne è rimasta traccia fino agli anni cinquanta, soprattutto nella Germania Est. In Bretagna i cenciaioli erano solitamente dei bambini (Pilhaoners), particolarmente numerosi nella città di Botmeur.

### Il cenciaiolo oggi
Oggi, grazie all'apporto dei cenciaioli, i comuni e gli A.T.O. realizzano economie non indifferenti e la loro attività permette il recupero di un'importante categoria di rifiuti riciclabili. Nella città di Prato, lo straccivendolo fa parte della cultura cittadina, tanto che gli è stato dedicato un monumento. Cenciaioli è anche il nomignolo scherzoso con cui vengono chiamati i cittadini pratesi da parte degli abitanti delle città di Firenze e Pistoia e dei comuni vicini come Campi Bisenzio.